# Ippolito Sivieri
Ippolito Sivieri (Ferrara, 1697 – Ferrara, 1780) è stato un ingegnere, architetto e gesuita italiano.

## Biografia
A 24 anni entrò nella Compagnia di Gesù. Fu lettore di Matematica presso il Collegio gesuitico e all'Università di Ferrara dal 1735 al 1759.
Padre Sivieri fu coinvolto  nei controversi studi idraulici in merito al prosciugamento della Valle Padusa, palude a nord di Bologna, alimentata da torrenti appenninici che si trattava di convogliare nel fiume Reno. Ebbe un ruolo nella progettazione del canale artificiale destinato a trasferire una parte della portata del fiume Reno, condividendo l'idea del padre Ximenes di convogliare con un canale le acque del bolognese verso le valli di Comacchio e il mare.
Nel 1746, fu chiamato a predisporre un progetto per il miglioramento e la sistemazione del porto canale di Fano, realizzato solo in parte. Nel 1773 con la soppressione dell’ordine dei Gesuiti si ritirò nella sua casa paterna dove morì nel 1780. Su suo disegno, fu realizzato  l'altare maggiore della chiesa di Chiesa dei Ss. Giuseppe, Tecla e Rita, a Ferrara.
Fu anche un ottimo topografo e realizzò una carta della legazione di Ferrara.
Del Sivieri restano alcune opere a stampa, di cui una sull'orologio del Castello di Ferrara di cui era stato incaricato di restaurare, e diversi manoscritti, tra cui un Opera Mathematica.